# 劇場版ポケットモンスター ベストウイッシュ ビクティニと黒き英雄 ゼクロム・白き英雄 レシラム ミュージックコレクション
『劇場版ポケットモンスター ベストウイッシュ ビクティニと黒き英雄 ゼクロム・白き英雄 レシラム ミュージックコレクション』（げきじょうばんポケットモンスター ベストウイッシュ ビクティニとくろきえいゆう ゼクロム・しろきえいゆう レシラム ミュージックコレクション）は、劇場版『劇場版ポケットモンスター ベストウイッシュ ビクティニと黒き英雄 ゼクロム・白き英雄 レシラム』のサウンドトラック。2011年7月27日にメディアファクトリーから発売された。

## 概要
- 劇場版『劇場版ポケットモンスター ベストウイッシュ ビクティニと黒き英雄 ゼクロム・白き英雄 レシラム』のサウンドトラック。
- CDジャケットには、レシラム、ゼクロム、ビクティニ、ピカチュウ、サトシが描かれている。
- 音楽は、ゼクロムは 多田彰文, 澤口和彦が, レシラムは 宮崎慎二が担当している。

## 収録曲
1. 伝説と呼ばれしポケモン、レシラム
2. タイトルテーマ2011（ゼクロムVER）
3. 到着
4. 開幕！収穫祭記念バトル
5. ベストウイッシュ！ (Movie Edit)（松本梨香）
6. ポカブ ひのこだ！
7. もしかして ビクティニ？
8. マカロンに連れられて
9. ビクティニといっしょ
10. 結界
11. サトシとビクティニ
12. 大地の郷の伝説
13. 大いなる竜の石
14. 王様の決意
15. 王様とビクティニ
16. 大地の郷
17. 説得の旅
18. 真実のレシラム
19. 護りの柱始動
20. 剣の城浮上！
21. 理想と真実
22. ゼクロムを求めて
23. サトシの試練
24. サトシの理想
25. ゴルーグVSレシラム
26. ゼクロムVSレシラム
27. ビクティニ救出
28. 大地の怒り
29. 竜脈逆流
30. 剣の城 制御不能！
31. Vジェネレート
32. 竜脈を鎮めよ
33. 波打ち際
34. ビクティニの願い
35. 「宙 -そら-」 (Every Little Thing)

Disc2
1. 理想のゼクロム
2. 伝説と呼ばれしポケモン、ゼクロム
3. タイトルテーマ2011（レシラムVer）
4. アイントオークへ
5. サトシ飛んだ！
6. 大地の剣の城
7. 城の修復人、ドレッド
8. アイントオークの収穫祭
9. 勝利ポケモンの伝説
10. 開幕！収穫祭記念バトル（レシラムVer）
11. ポカブ　ひのこだ！（レシラムVer）
12. もしかして　ビクティニ？（レシラムVer）
13. ビクティニ現る
14. 大地の郷の伝説（レシラムVer）
15. 王様とビクティニ（レシラムVer）
16. 大地の民
17. 果樹園の仲間たち
18. 説得の旅（レシラムVer）
19. 大地の郷（レシラムVer）
20. 千年の夢
21. サトシの約束
22. 護りの柱始動（レシラムVer）
23. 剣の城浮上！（レシラムVer）
24. 真実と理想
25. サトシの試練（レシラムVer）
26. サトシの真実
27. 剣の城　制御不能！（レシラムVer）
28. 竜脈を鎮めよ（レシラムVer）
29. 海とマカロン
30. 虹の彼方へ
31. 「響‐こえ‐」 (Every Little Thing)